# Deinopis schomburgki
Deinopis schomburgki är en spindelart som beskrevs av Karsch 1878. Deinopis schomburgki ingår i släktet Deinopis och familjen Deinopidae.
Artens utbredningsområde är Sydaustralien. Inga underarter finns listade i Catalogue of Life.